# An Innocent Victim (film 1914)
An Innocent Victim è un cortometraggio muto del 1914 diretto da Arthur Hotaling-

## Produzione
Il film fu prodotto dalla Lubin Manufacturing Company.

## Distribuzione
Distribuito dalla General Film Company, il film - un cortometraggio di 180 metri - venne distribuito nelle sale statunitensi il 17 febbraio 1914. Nelle proiezioni, veniva programmato con il sistema dello split reel, accorpato in un'unica bobina con un altro cortometraggio prodotto dalla Lubin, la commedia Getting Even.